# Ich will doch nur, daß ihr mich liebt
Ich will doch nur, daß ihr mich liebt is een West-Duitse dramafilm uit 1976 onder regie van Rainer Werner Fassbinder.

## Verhaal
Een jongeman is wanhopig op zoek naar de liefde. Hij zit echter gevangen in een liefdeloos huwelijk. Bovendien zit hij tot over zijn oren in de schulden. Noch zijn vrouw, noch zijn ouders hebben begrip voor zijn ongeluk. Dan vermoordt hij in een dronken bui een barman.

## Rolverdeling
| Acteur               | Personage                    |
| -------------------- | ---------------------------- |
| Vitus Zeplichal      | Peter Trepper                |
| Elke Aberle          | Erika                        |
| Alexander Allerson   | Ernst Trepper                |
| Erni Mangold         | Edith Trepper                |
| Johanna Hofer        | Grootmoeder van Erika        |
| Wolfgang Hess        | Bouwleider                   |
| Armin Meier          | Ploegbaas                    |
| Erika Runge          | Interviewster                |
| Katherina Buchhammer | Ulla                         |
| Ellen Eckelmann      | Olga                         |
| Ulrich Radke         | Albert                       |
| Annemarie Wendl      | Lis                          |
| János Gönczöl        | Barman                       |
| Edith Volkmann       | Barvrouw                     |
| Robert Naegele       | Deurwaarder                  |
| Ingrid Caven         | Verkoopster van naaimachines |